# Red Dragon
A Red Dragon egy módosított Dragon űrkapszula alacsony költségű Mars-küldetésre. Az űrkapszulát Falcon Heavy rakétával indították volna 2018-ban, de 2017-ben törölték a programot.

## Célok

### Tudományos célok
- Egykori és jelenlegi élet bizonyítékainak keresése
- A talaj jég eloszlásának és összetételének vizsgálata

### Emberes küldetés előkészítése
- Emberes küldetés marsraszállásának demonstrálása
- A por és a jég esetleges veszélyeinek felderítése
- A természeti erőforrások azonosítása
- A felszin alatti erőforrások felhasználásának demonstrációja
- ISRU demonstráció